# Ibn Abi Tahir Tayfur
Abū al-Faḍl Aḥmad ibn Abī Ṭāhir Ṭayfūr (Bagdad, 819-14 de marzo de 893) fue un lingüista, historiador y poeta persa de lengua árabe. 
Tayfur era el nombre de su padre que era de Jorasán, Persia. Comenzó siendo maestro, embarcándose en una carrera literaria que lo puso en contacto con muchos de los literatos destacados y altos funcionarios del gobierno. Es famoso por su Historia de Bagdad, hasta el reinado del califa abasí al-Muhtadi. Desempeñó un papel importante en la revolución literaria árabe. Ibn Abi Tahir Tayfur fue el primer escritor que dedicó un libro a los escritores. 
Fue enterrado en el cementerio de Bab al-Sham, donde eran enterradas personas destacadas.

## Obras
- Kitab al-Manthur wa al-Manzum (Libro de prosa y poesía), en tres volúmenes. Este libro es la primera antología atestiguada de varios autores que escribían en prosa y epístolas de poesía.
- Kitab Baghdad (Libro de Bagdad), 6 volúmenes, pero sólo uno sobrevivió.
- Balaghat al-Nisa' (La elocuencia de las mujeres).
- Kitab Sariqat Abi Tammama (libro de préstamos/plagios de Abi Tammama).
- Al-Mushtaq. Este obra, junto con la literatura romántica de Muhammad bin Dawud al-Zahiri e Ibn Qutayba, fueron consideradas por el lexicógrafo Ibn Duraid como las tres obras más importantes para aquellos que deseaban hablar y escribir con elocuencia.[3][4]

Además, hay citas dispersas de sus obras y cientos de versos de su poesía que se han conservado.